# Lorettostraße (Düsseldorf)
Die Lorettostraße ist eine Straße in Düsseldorf-Unterbilk.

## Lage und Geschichte
Die Lorettostraße liegt zwischen Bilker Kirche und dem Polizeipräsidium am Jürgensplatz.
Namensgeber der Lorettostraße war die 1686 erbaute Loretokapelle, eine Nachbildung des Hl. Hauses von Nazareth im Wallfahrtsort Loreto in Mittelitalien. An Stelle der Loretokapelle steht dort heute die Bilker Kirche.
Die am 10. November 1893 eröffnete Strecke Graf-Adolf-Platz bis zur Bilker Kirche der Düsseldorfer Straßenbahn führte über die Lorettostraße.
Heute säumen renovierte Häuser im Stil der Gründerzeit die Straße. Über die Düsselstraße im Norden und die Bürgerstraße im Süden ist die Lorettostraße an das Friedensplätzchen angebunden.

## Einzelhandel
Der Mix aus Boutiquen, Designerszene, Feinkost und Restaurants auf der Lorettostraße bildet einen Anlaufpunkt der Bewohner Unterbilks, wobei die Infrastruktur und Gastronomie sowohl von den Bewohnern selbst als auch mittags von Mitarbeitern des in Fußentfernung gelegenen Medienhafens frequentiert wird. Für besondere Aktionen sorgt die Händlergemeinschaft Loretto 360° mit Veranstaltungen wie „Frühlingserwachen“, „Mittsommer“ und „Indian Summer“. Es gibt dann einen Mitternachtseinkauf mit Livemusik und Catering.

## Heutiges Erscheinungsbild
2005 wurden die Wünsche und Anregungen der ansässigen Geschäftsleute und der Anwohner in einem Moderationsverfahren diskutiert. Die Umsetzung der Entwurfsempfehlungen führte dann im Jahr 2007 zu einer Aufwertung der Lorettostraße. Unter anderem wurden die nicht mehr genutzten Straßenbahnschienen entfernt, zusätzliche Bäume auch in den angrenzenden Straßen, wie der Düsselstraße, gepflanzt, zusätzliche Fahrradständer aufgestellt, eine 30-km/h-Geschwindigkeitsbeschränkung eingerichtet sowie an ausgewählten Stellen der Gehweg verbreitert. Letzteres erlaubt die Nutzung als Außenbereich der lokalen Gastronomie. Für diese von September bis November 2007 durchgeführten Verbesserungsmaßnahmen investierte die Stadt Düsseldorf 250.000 Euro.